# Warsaw Dukes
I Warsaw Dukes sono una squadra di football americano di Varsavia, in Polonia. Sono nati nel 2014 e nel 2018 si sono fusi coi Crusaders Warszawa (fondati nel 2012) per creare i Monarchs Ząbki, sciolti l'anno successivo; giocano in PFL9.

## Dettaglio stagioni

### Tornei nazionali

#### Campionato

##### Topliga
| Stagione | regular season | regular season | regular season | regular season | regular season | regular season | playoff | playoff | playoff | playoff | playoff | playoff   | playoff    |
|          | Vin            | Par            | Per            | Tot            | PF             | PS             | Vin     | Per     | Tot     | PF      | PS      | risultato | avversaria |
| -------- | -------------- | -------------- | -------------- | -------------- | -------------- | -------------- | ------- | ------- | ------- | ------- | ------- | --------- | ---------- |
| 2019     | 0              | 0              | 6              | 6              | 44             | 258            | -       | -       | -       | -       | -       | -         | -          |
| Totale   | 0              | 0              | 6              | 6              | 44             | 258            | -       | -       | -       | -       | -       |           |            |

Fonti: Enciclopedia del Football - A cura di Roberto Mezzetti

##### PLFA I
| Stagione | regular season | regular season | regular season | regular season | regular season | regular season | playoff | playoff | playoff | playoff | playoff | playoff    | playoff       |
|          | Vin            | Par            | Per            | Tot            | PF             | PS             | Vin     | Per     | Tot     | PF      | PS      | risultato  | avversaria    |
| -------- | -------------- | -------------- | -------------- | -------------- | -------------- | -------------- | ------- | ------- | ------- | ------- | ------- | ---------- | ------------- |
| 2016     | 7              | 0              | 1              | 8              | 337            | 135            | 0       | 1       | 1       | 34      | 88      | Semifinale | Tychy Falcons |
| 2017     | 4              | 0              | 4              | 8              | 206            | 106            | 0       | 1       | 1       | 13      | 28      | Semifinale | Warsaw Sharks |
| Totale   | 11             | 0              | 5              | 16             | 543            | 241            | 0       | 2       | 2       | 47      | 116     |            |               |

Fonti: Enciclopedia del Football - A cura di Roberto Mezzetti

##### PLFA II
| Stagione | regular season | regular season | regular season | regular season | regular season | regular season | playoff | playoff | playoff | playoff | playoff | playoff   | playoff         |
|          | Vin            | Par            | Per            | Tot            | PF             | PS             | Vin     | Per     | Tot     | PF      | PS      | risultato | avversaria      |
| -------- | -------------- | -------------- | -------------- | -------------- | -------------- | -------------- | ------- | ------- | ------- | ------- | ------- | --------- | --------------- |
| 2015     | 6              | 0              | 0              | 6              | 266            | 54             | 2       | 1       | 3       | 77      | 44      | Finale    | Wrocław Outlaws |
| Totale   | 6              | 0              | 0              | 6              | 266            | 54             | 2       | 1       | 3       | 77      | 44      |           |                 |

Fonti: Enciclopedia del Football - A cura di Roberto Mezzetti

##### PFL9
| Stagione | regular season | regular season | regular season | regular season | regular season | regular season | playoff | playoff | playoff | playoff | playoff | playoff   | playoff    |
|          | Vin            | Par            | Per            | Tot            | PF             | PS             | Vin     | Per     | Tot     | PF      | PS      | risultato | avversaria |
| -------- | -------------- | -------------- | -------------- | -------------- | -------------- | -------------- | ------- | ------- | ------- | ------- | ------- | --------- | ---------- |
| 2021     | 0              | 0              | 4              | 4              | 14             | 216            | -       | -       | -       | -       | -       | -         | -          |
| Totale   | 0              | 0              | 4              | 4              | 14             | 216            | -       | -       | -       | -       | -       |           |            |

Fonti: Enciclopedia del Football - A cura di Roberto Mezzetti

##### PLFA8
| Stagione | regular season | regular season | regular season | regular season | regular season | regular season | playoff | playoff | playoff | playoff | playoff | playoff   | playoff    |
|          | Vin            | Par            | Per            | Tot            | PF             | PS             | Vin     | Per     | Tot     | PF      | PS      | risultato | avversaria |
| -------- | -------------- | -------------- | -------------- | -------------- | -------------- | -------------- | ------- | ------- | ------- | ------- | ------- | --------- | ---------- |
| 2015     | 0              | 0              | 4              | 4              | 26             | 112            | -       | -       | -       | -       | -       | -         | -          |
| 2016     | 0              | 0              | 4              | 4              | 18             | 81             | -       | -       | -       | -       | -       | -         | -          |
| Totale   | 0              | 0              | 8              | 8              | 44             | 193            | -       | -       | -       | -       | -       |           |            |

Fonti: Enciclopedia del Football - A cura di Roberto Mezzetti

### Riepilogo fasi finali disputate
| Anno          | Luogo    | Evento | Fase del torneo | Incontro                     | Risultato |
| 9 luglio 2016 | Tychy    | PLFA I | Semifinale      | Tychy Falcons - Warsaw Dukes | 88 - 34   |
| 3 giugno 2017 | Varsavia | PLFA I | Semifinale      | Warsaw Sharks - Warsaw Dukes | 28 - 13   |